# Jesús María Echavarría y Aguirre
Jesús María Echavarría y Aguirre (ur. 6 lipca 1858 w Bacubirito, zm. 5 kwietnia 1954 w Saltillo) – meksykański biskup diecezji Saltillo, założyciel instytutu Sióstr Katechetek z Guadalupe i Czcigodny Sługa Boży Kościoła katolickiego.

## Życiorys
18 października 1886 roku wyświęcony na kapłana, a 16 grudnia 1904 roku wyznaczony na biskupa. 12 lutego 1905 otrzymał święcenia biskupie. Był założycielem instytutu Sióstr Katechetek z Guadalupe. 7 lutego 2014 papież Franciszek ogłosił dekret o heroiczności jego cnót.